# Johann Rudolf Rengger
Johann Rudolf Rengger (* 13. Januar 1795 in Baden; † 9. Oktober 1832 in Aarau) war ein Schweizer Naturforscher und Arzt.

## Leben
Johann Rudolf Rengger wurde als Sohn des reformierten Pfarrers Samuel Rengger in Baden geboren. Da seine Eltern früh starben, sorgte sein Onkel Albrecht Rengger, damals Innenminister der Helvetischen Republik, für seine Ausbildung, zunächst an einer Privatschule, dann von 1805 bis 1812 an der Kantonsschule Aarau. Anschliessend studierte er in Lausanne und Tübingen Naturwissenschaften und Medizin. 1817 veröffentlichte er die Resultate seiner Forschungen an Insekten unter dem Titel «Physiologische Untersuchungen über die thierische Haushaltung der Insekten» und erwarb sich dadurch den Doktortitel.
Nach einem Aufenthalt in Paris beschloss Rengger, zusammen mit dem Waadtländer Arzt M. Longchamp eine Forschungsreise nach Südamerika zu unternehmen. Während acht Jahren erforschte er die Tierwelt Paraguays. Dieses Land war damals unter dem Diktator José Gaspar Rodríguez de Francia praktisch von der Umwelt abgeschottet. Rengger erhielt erst 1825 eine Ausreiseerlaubnis.
Nach seiner Rückkehr schrieb Rengger zunächst den «Historischen Versuch über die Revolution von Paraguay und die Dictatorial-Regierung von Dr. Francia», ein Werk, welches den Diktator zu einer Antwort veranlasste (The Times, 6. November 1830). Danach folgte ein Werk über die Säugetierwelt von Paraguay, das in Fachkreisen auf grosses Interesse stiess. Während einer Reise nach Neapel erkrankte Rengger an einer Lungenentzündung, nach einer teilweisen Genesung konnte er in seine Heimat zurückreisen. Sein Zustand verschlimmerte sich wieder und er starb am 9. Oktober 1832 in Aarau. Sein Onkel Albrecht Rengger veröffentlichte aus seinem Nachlass 1835 die «Reise nach Paraguay».

## Werke
- Physiologische Untersuchungen über die thierische Haushaltung der Insecten. Tübingen 1817. (Digitalisat bei Google Buchsuche).
- Historischer Versuch über die Revolution von Paraguay und die Dictatorial-Regierung von Dr. Francia. Stuttgart 1827 (Digitalisat bei Google Buchsuche).
- Naturgeschichte der Säugethiere von Paraguay. Basel 1830  (Digitalisat bei Google Buchsuche)
- Reise nach Paraguay. Hrsg. v. Albrecht Rengger. Aarau 1835, (Digitalisat bei Google Buchsuche).